# مارلي وليامز
مارلي وليامز (بالإنجليزية: Marley Williams)‏ هو لاعب كرة قدم أسترالية أسترالي، ولد في 22 يوليو 1993 في ألباني في أستراليا.

## وصلات خارجية
- مارلي وليامز على موقع AustralianFootball.com (الإنجليزية)
- مارلي وليامز على موقع AFLtables.com (الإنجليزية)